# Powszechna taksacja nieruchomości
Powszechna taksacja nieruchomości – wycena nieruchomości, w wyniku której następuje ustalenie wartości katastralnej nieruchomości.